# Elección especial del 2.º distrito congresional de Luisiana de 2021
La Elección especial del 2.º distrito congresional de Luisiana de 2021 se llevó a cabo el 20 de marzo de 2021, luego que el representante titular Cedric Richmond anunció que renunciaría a la Cámara de Representantes de los Estados Unidos para desempeñarse como director de la Oficina de Enlace Público y como Asesor Principal de Joe Biden, a partir de que Biden asumiera el cargo el 20 de enero de 2021.
Cuando quedan vacantes en los escaños del Congreso en Luisiana, el gobernador tiene la capacidad de convocar una elección especial en cualquier momento.

## Candidatos

### Partido Demócrata

#### Declarado
- Troy Carter, senador estatal y líder de la minoría del Senado de Luisiana[2]
- Karen Carter Peterson, senadora estatal y expresidenta del Partido Demócrata de Luisiana[3]
- Gary Chambers Jr., activista[4]
- Harold John, trabajador postal
- J. Christopher Johnson, activista
- Lloyd M. Kelly
- Desiree Ontiveros
- Jenette M. Porter

### Partido Republicano

#### Declarado
- Greg Lirette[5]
- Chelsea Ardoin
- Claston Bernard
- Sheldon C. Vincent Sr.

### Partido Libertario

#### Declarado
- Mindy McConnell

### Independiente

#### Declarado
- Belden “Noonie Man” Batiste
- Brandon Jolicoeur

## Elección primaria

### Encuestas
| Fuente de la encuesta                                                          | Fecha(s) de realización            | Tamaño de muestra | Margen de error | Troy Carter (D) | Karen Carter Peterson (D) | Gary Chambers Jr. (D) | Desiree Ontiveros (D) | Otro | Indecisos |
| ------------------------------------------------------------------------------ | ---------------------------------- | ----------------- | --------------- | --------------- | ------------------------- | --------------------- | --------------------- | ---- | --------- |
| Edgewater Research/My People Vote                                              | 2-7 de marzo de 2021               | 651 (LV)          | ± 3.8%          | 35%             | 24%                       | 11%                   | –                     | 16%  | 15%       |
| LexthomResearch and Development, LLC                                           | 26 de febrero - 3 de marzo de 2021 | 1,067 (LV)        | ± 3.0%          | 23%             | 17%                       | 13%                   | 4%                    | 3%   | 40%       |
| WIN Partners, LLC (D)                                                          | 21-22 de febrero de 2021           | 620 (LV)          | ± 4.0%          | 24%             | 23%                       | 6%                    | 2%                    | 16%  | 29%       |
| Silas Lee & Associates (D) Archivado el 2 de marzo de 2021 en Wayback Machine. | 12-14 de febrero de 2021           | 450 (LV)          | ± 3.5%          | 28%             | 19%                       | 6%                    | 2%                    | 8%   | 38%       |

#### Encuesta hipotética
| Fuente de la encuesta                                                                                              | Fecha(s) de realización  | Tamaño de muestra | Margen de error | Troy Carter (D) | Cleo Fields (D) | Mitch Landrieu (D) | Helena Moreno (D) | Karen Carter Peterson (D) | Otro | Indecisos |
| --- | ------------------------ | ----------------- | --------------- | --------------- | --------------- | ------------------ | ----------------- | ------------------------- | ---- | --------- |
| ALG Research (D) (enlace roto disponible en Internet Archive; véase el historial, la primera versión y la última). | 2-5 de noviembre de 2020 | 500 (LV)          | ± 4.4%          | 15%             | 14%             | 25%                | 18%               | 4%                        | 3%   | 22%       |
| ALG Research (D) (enlace roto disponible en Internet Archive; véase el historial, la primera versión y la última). | 2-5 de noviembre de 2020 | 500 (LV)          | ± 4.4%          | 22%             | 17%             | –                  | 24%               | 7%                        | 4%   | 22%       |

### Resultados

Resultado de las elecciones por parroquia:
Carter—30–40%
Carter—40–50%
Carter—50–60%
Peterson—20–30%
Chambers—20–30%
Bernard—30–40%

| Elección especial del 2.º distrito congresional de Luisiana de 2021 | Elección especial del 2.º distrito congresional de Luisiana de 2021 | Elección especial del 2.º distrito congresional de Luisiana de 2021 | Elección especial del 2.º distrito congresional de Luisiana de 2021 | Elección especial del 2.º distrito congresional de Luisiana de 2021 | Elección especial del 2.º distrito congresional de Luisiana de 2021 |
| Partido                                                             | Partido                                                             | Candidato/a                                                         | Votos                                                               | %                                                                   |                                                                     |
| ------------------------------------------------------------------- | ------------------------------------------------------------------- | ------------------------------------------------------------------- | ------------------------------------------------------------------- | ------------------------------------------------------------------- | ------------------------------------------------------------------- |
|                                                                     | Demócrata                                                           | Troy Carter                                                         | 34,402                                                              | 36.38%                                                              |                                                                     |
|                                                                     | Demócrata                                                           | Karen Carter Peterson                                               | 21,673                                                              | 22.92%                                                              |                                                                     |
|                                                                     | Demócrata                                                           | Gary Chambers Jr.                                                   | 20,163                                                              | 21.31%                                                              |                                                                     |
|                                                                     | Republicano                                                         | Claston Bernard                                                     | 9,237                                                               | 9.77%                                                               |                                                                     |
|                                                                     | Republicano                                                         | Chelsea Ardoin                                                      | 3,218                                                               | 3.40%                                                               |                                                                     |
|                                                                     | Republicano                                                         | Greg Lirette                                                        | 2,349                                                               | 2.48%                                                               |                                                                     |
|                                                                     | Republicano                                                         | Sheldon C. Vincent Sr.                                              | 754                                                                 | 0.80%                                                               |                                                                     |
|                                                                     | Demócrata                                                           | Desiree Ontiveros                                                   | 699                                                                 | 0.74%                                                               |                                                                     |
|                                                                     | Independiente                                                       | Belden “Noonie Man” Batiste                                         | 598                                                                 | 0.63%                                                               |                                                                     |
|                                                                     | Demócrata                                                           | Harold John                                                         | 403                                                                 | 0.43%                                                               |                                                                     |
|                                                                     | Libertario                                                          | Mindy McConnell                                                     | 323                                                                 | 0.34%                                                               |                                                                     |
|                                                                     | Demócrata                                                           | J. Christopher Johnson                                              | 288                                                                 | 0.30%                                                               |                                                                     |
|                                                                     | Demócrata                                                           | Jenette M. Porter                                                   | 244                                                                 | 0.26%                                                               |                                                                     |
|                                                                     | Demócrata                                                           | Lloyd M. Kelly                                                      | 122                                                                 | 0.13%                                                               |                                                                     |
|                                                                     | Independiente                                                       | Brandon Jolicoeur                                                   | 94                                                                  | 0.10%                                                               |                                                                     |
| Total                                                               | Total                                                               | Total                                                               | 94,567                                                              | 100.0%                                                              |                                                                     |

## Runoff

### Resultados
| Elección especial del 2.º distrito congresional de Luisiana de 2021 | Elección especial del 2.º distrito congresional de Luisiana de 2021 | Elección especial del 2.º distrito congresional de Luisiana de 2021 | Elección especial del 2.º distrito congresional de Luisiana de 2021 | Elección especial del 2.º distrito congresional de Luisiana de 2021 | Elección especial del 2.º distrito congresional de Luisiana de 2021 |
| Partido                                                             | Partido                                                             | Candidato/a                                                         | Votos                                                               | %                                                                   |                                                                     |
| ------------------------------------------------------------------- | ------------------------------------------------------------------- | ------------------------------------------------------------------- | ------------------------------------------------------------------- | ------------------------------------------------------------------- | ------------------------------------------------------------------- |
|                                                                     | Demócrata                                                           | Troy Carter                                                         | 48,513                                                              | 55.25%                                                              |                                                                     |
|                                                                     | Demócrata                                                           | Karen Carter Peterson                                               | 39,297                                                              | 44.75%                                                              |                                                                     |
| Total                                                               | Total                                                               | Total                                                               | 87,810                                                              | 100.0%                                                              |                                                                     |
|                                                                     | Control Demócrata                                                   |                                                                     |                                                                     |                                                                     |                                                                     |